# Rasmus Frandsen
Rasmus Peter Frandsen, danski veslač, * 7. april 1886, † 5. december 1974.
Frandsen je za Dansko nastopil na Poletnih olimpijskih igrah 1912. Veslal je v četvercu s krmarjem, ki je na teh igrah osvojil bron medaljo.